# Canillas de Albaida
Canillas de Albaida is een gemeente in de streek Axarquía van de Spaanse provincie Málaga.

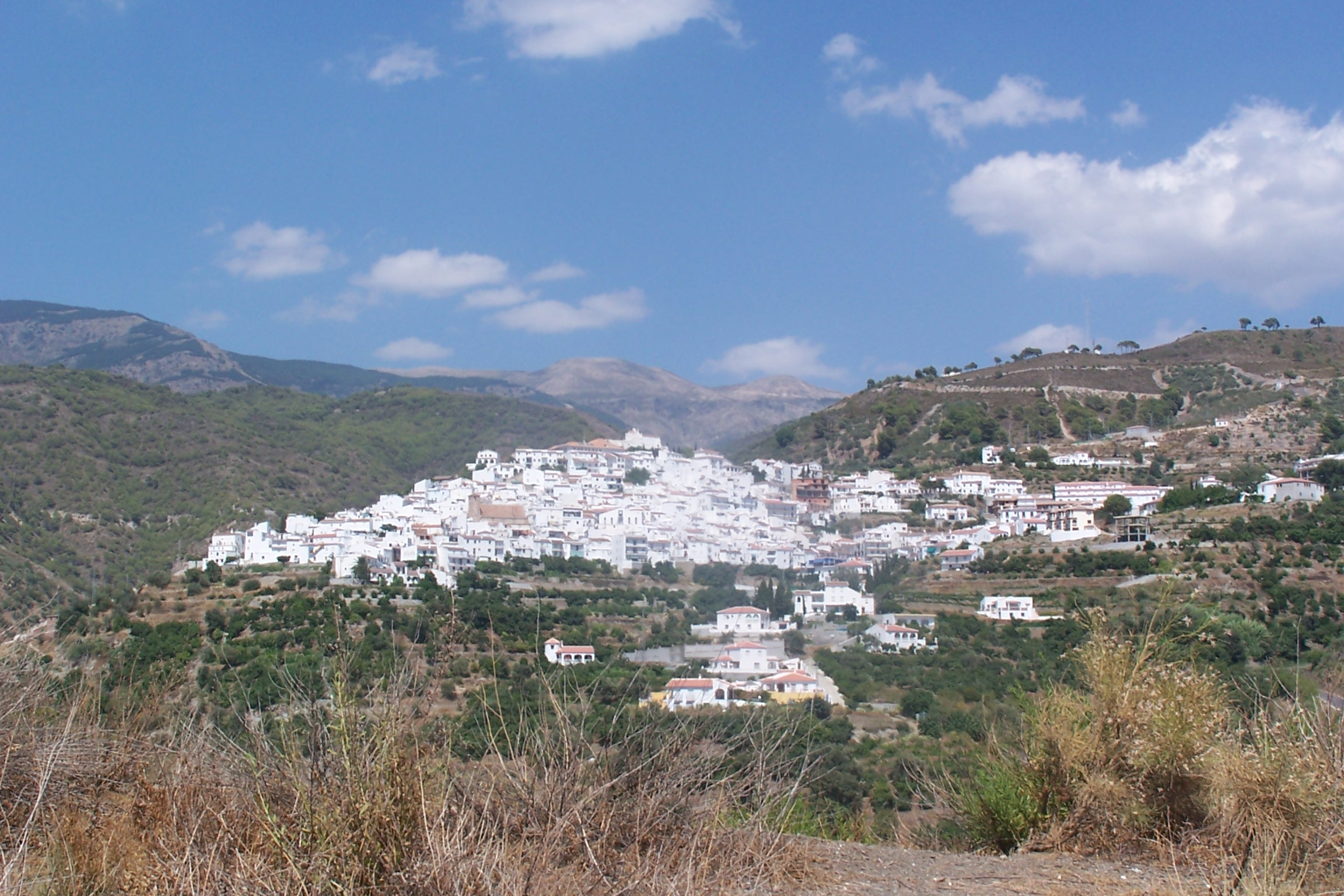
Canillas de Albaida

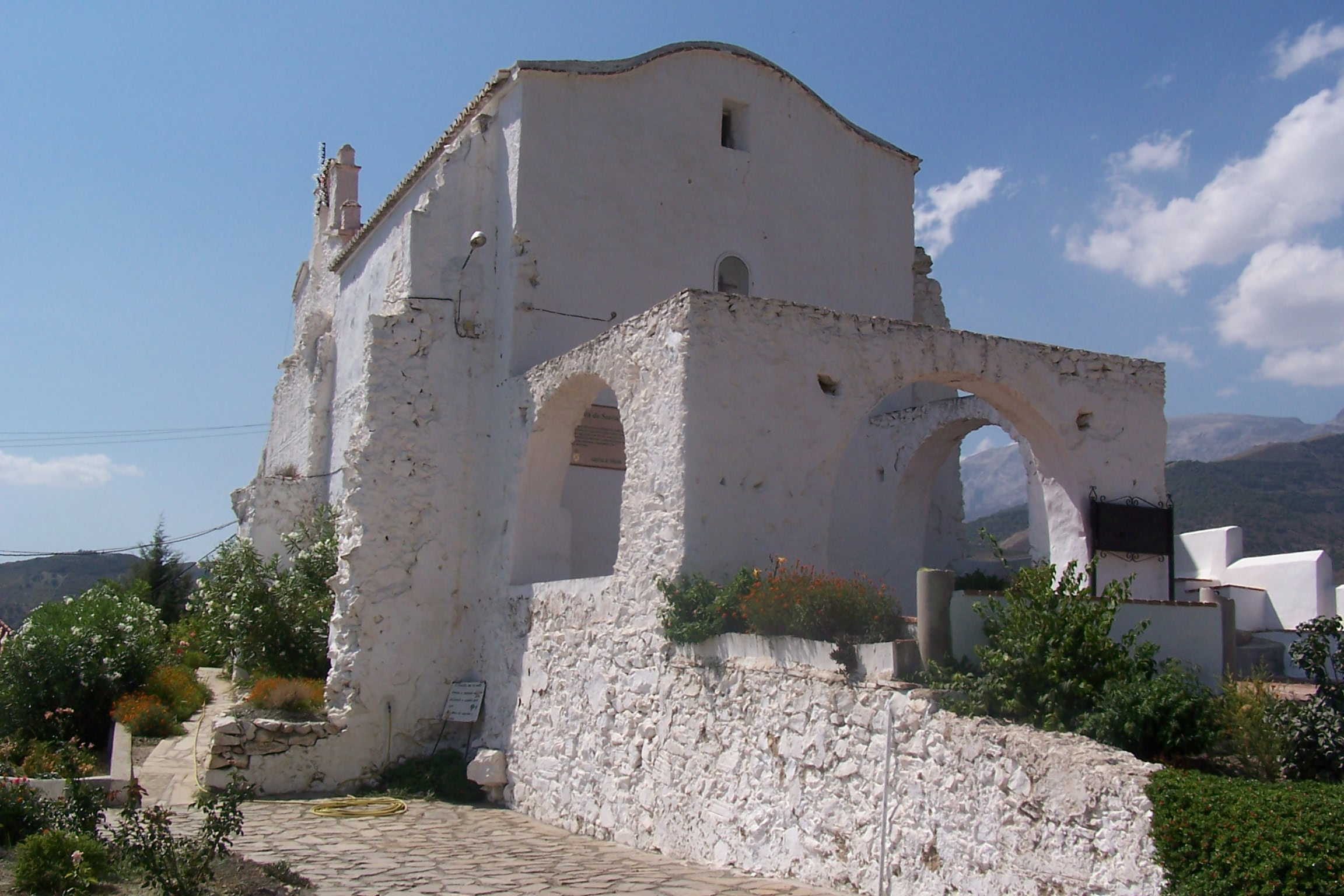
Ermita de Santa Ana